# گرت وانگ
 گرت وانگ (انگلیسی: Garrett Wang؛ زادهٔ ۱۵ دسامبر ۱۹۶۸) یک هنرپیشه اهل ایالات متحده آمریکا است.